# Elsa Roux
Pour les articles homonymes, voir Roux (patronyme).
Elsa Roux Chamoux, née le 4 avril 1994 à Grenoble, est une ancienne gardienne internationale française de rink hockey. Elle arrête la pratique de ce sport en 2015 pour se consacrer à une carrière de chanteuse lyrique, soprano.

## Parcours sportif
Elsa Roux Chamoux pratique le rink hockey à haut niveau. En 2012, elle est sacrée championne du monde avec l'équipe de France féminine au Brésil,.
En 2014, elle participe à nouveau au championnat du monde, en France cette fois-ci, où elle termine vice-championne du monde,.
Fin 2015, alors qu'elle se blesse trois fois au visage en début de saison, dont deux fois à la mâchoire, malgré son casque, elle décide de prendre sa retraite sportive pour se consacrer au chant lyrique, les deux activités devenant incompatibles.

## Carrière musicale
Elsa Roux Chamoux étudie à la Guildhall School of Music and Drama de Londres avant de revenir en France, où elle intègre en septembre 2020 l'Opéra Studio de l'Opéra du Rhin à Strasbourg,.
Comme interprète, elle participe à des classes de maître d'Adrianne Pieczonka, Malcolm Walker et David Gowland, est finaliste et lauréate de plusieurs concours nationaux et internationaux, et chante les rôles de Sister Edgar dans la création de L'Ange Esmeralda de Lliam Paterson, Celia dans La fedeltà premiata de Haydn, Ruggiero dans Alcina de Haendel, Roméo dans I Capuleti e i Montecchi de Bellini ainsi que Zerlina (Don Giovanni) et Chérubin (Les Noces de Figaro) de Mozart.
Elsa Roux Chamoux est également titulaire d'une licence en management et gestion,.
En novembre 2022, elle se produit à l'amphithéâtre de l'Opéra Bastille lors de deux concerts du programme Tremplin (Fonds Tutti),.
En 2023, elle interprète en août le rôle de Flora dans La Traviata de Verdi au Festival des nuits lyriques de Marmande, et participe en septembre-octobre à la production de Lakmé de Delibes à l'Opéra de Nice, dans le rôle de Rose.
En 2025, elle interprête les rôles du Petit Arabe et du Jeune Matelot dans la production de Juliette ou la clé des songes de Martinu, à l'Opéra de Nice.

## Prix obtenus
- 2019 : prix Mady Mesplé (meilleure interprétation d’un air d’opéra français) du Concours Bellini[9],[10].
- 2020 : prix de l'Office franco-québécois pour la jeunesse au Concours international de chant lyrique de Marmande[4].
- 2021 : 3e Prix Mezzo du « José Carreras Grand Prix » à Moscou (Russie)[11] ; 2e Grand prix du Concours Georges Liccioni[12].
- 2022 : deuxième prix ex-æquo (premier prix non décerné) au concours international de chant lyrique de Mâcon[13], ainsi que le prix du public[14] et le prix de l'orchestre et des techniciens[15].